# Grand Prix automobile du Mexique 2017
GP précédent GP suivant
Le Grand Prix automobile du Mexique 2017 (Formula 1 Gran Premio de México 2017), disputé le 29 octobre 2017 sur l'Autódromo Hermanos Rodríguez de Mexico, est la 974e épreuve du championnat du monde de Formule 1 courue depuis 1950. Il s'agit de la dix-huitième édition du Grand Prix du Mexique comptant pour le championnat du monde de Formule 1 courue sur le même circuit et de la dix-huitième manche du championnat 2017.
L'Autódromo Hermanos Rodríguez a accueilli le Grand Prix du Mexique de Formule 1 de 1963 à 1970 puis de 1986 à 1992. Il est revenu au calendrier en 2015 vingt-trois ans après la dernière édition, remportée par Nigel Mansell sur Williams-Renault. Le circuit a été réaménagé et mis aux normes (voie des stands et garages, paddock, nouvelle tour de contrôle...) et la piste modifiée sous la houlette de l'architecte des circuits Hermann Tilke. 
Sebastian Vettel atteint le chiffre rond de cinquante pole positions et conserve son record de plus jeune pilote à être parti en tête (à 21 ans 2 mois et 11 jours à Monza en 2008), en prenant in extremis le meilleur sur Max Verstappen lors de la troisième phase des qualifications, battant de deux secondes le temps de Lewis Hamilton en 2016. Le pilote néerlandais, finalement devancé de 86 millièmes de seconde, qui a pris les devants en Q2 et lors de sa première tentative en Q3, semblait pourtant bien parti, à 20 ans et 1 mois, pour s'approprier ce record. La Ferrari SF70H no 5 et la Red Bull RB13 no 33 ont déjà occupé la première ligne au Grand Prix de Singapour 2017. Derrière eux, Lewis Hamilton et Valtteri Bottas réalisent les troisième et quatrième temps. Dans le cas où Vettel l'emporte, Hamilton n'aurait toutefois besoin que d'une cinquième place pour s'adjuger dès Mexico son quatrième titre mondial. Esteban Ocon accompagne Kimi Räikkönen sur la troisième ligne et Daniel Ricciardo part de la quatrième ligne, devant Nico Hülkenberg.
Au bout de seulement trois virages, les jeux sont quasiment faits pour Lewis Hamilton. En effet, surpris par Max Verstappen qui s'infiltre devant lui au premier freinage puis par Hamilton qui tente un passage par l'extérieur, Sebastian Vettel touche successivement les deux voitures et détruit son aileron avant. Alors que le pilote néerlandais s'échappe en tête sans le moindre dommage, Hamilton constate que son pneu arrière droit est crevé. Les deux rivaux pour le titre mondial repassent par les stands et reprennent la piste aux dernières places. Dès lors, Vettel est dans l'impossibilité de remonter jusqu'au deuxième rang, le minimum qu'il puisse faire pour empêcher le sacre d'Hamilton qui roule en champion du monde, tout en restant inquiet et  demandant sans arrêt par radio la position de son rival, puisqu'il sera sacré à l'arrivée quel que soit son résultat. Max Verstappen prend le large à coups de meilleurs tours et mène la course de bout en bout pour finir avec dix-neuf secondes d'avance sur Valtteri Bottas et cinquante-quatre secondes sur Kimi Räikkönen. Vettel revient jusqu'au quatrième rang en établissant le record du tour dans sa soixante-huitième boucle mais il termine loin de son coéquipier tandis que la remontée d'Hamilton lui permet de marquer les deux points de la neuvième place. Esteban Ocon égale le meilleur résultat de sa carrière en se classant cinquième, à un tour du vainqueur ; il devance Lance Stroll, Sergio Pérez, Kevin Magnussen et Hamilton, Fernando Alonso prenant le dernier point en jeu. Ainsi, deux pilotes fêtent leur victoire dans le tour d'honneur : Verstappen qui s'impose pour la deuxième fois cette saison après Sepang et Hamilton, Union Jack en main, qui célèbre son quatrième titre mondial en obtenant son plus mauvais résultat de la saison et en ayant subi la situation cocasse d'avoir vu s'agiter des drapeaux bleus quand Verstappen lui a pris un tour. 
Avec 333 points, soit 56 points d'avance sur Vettel alors qu'il n'y a plus que 50 points en jeu pour le vainqueur dans les prochaines courses de la saison, Lewis Hamilton rejoint Alain Prost et Vettel parmi les quadruples champions du monde de la Formule 1. Il s'adjuge sa quatrième couronne après 2008, 2014 et 2015. Avec 277 points, Sebastian Vettel n'est toujours pas assuré de finir deuxième, Valtteri Bottas n'ayant que 15 points de retard sur lui (262 points) ; suivent Ricciardo (192 points), Räikkönen (178 points), Verstappen (148 points), Pérez (92 points) et Ocon (83 points). Mercedes, dèjà champion depuis la course précédente compte désormais 595 points, 140 points de plus que la Scuderia Ferrari (455 points) qui devance Red Bull Racing (340 points) ; suivent Force India (175 points), Williams (76 points), Scuderia Toro Rosso (53 points), Renault (48 points), Haas (47 points), McLaren (23 points) et Sauber (5 points).

## Contexte avant le Grand Prix

### Attribution du titre de champion du monde des pilotes
Avec 66 points de retard sur Lewis Hamilton, Sebastian Vettel est le seul pilote en mesure d'empêcher son rival d'être sacré champion du monde au Mexique. Pour cela, il doit lui reprendre au minimum 17 points. 
Hamilton remportera son quatrième titre si :  
- en cas de victoire de Vettel, il se classe au moins cinquième  ;
- Vettel termine second et qu'il se classe au moins neuvième ;
- Vettel termine au-delà de la deuxième place

D'une façon générale, Hamilton n'a besoin, lors des trois dernières courses de la saison et dans le cas où Vettel les remporte toutes, que de 9 points supplémentaires (correspondant à une cinquième place) pour remporter son quatrième titre mondial.

### Pilotes titulaires au Mexique pour la Scuderia Toro Rosso
Après le duo constitué de Carlos Sainz Jr. et de Daniil Kvyat lors des quatorze premières courses de la saison (jusqu'au Grand Prix de Singapour), le remplacement de Kvyat par Pierre Gasly lors des Grands Prix de Malaisie et du Japon, le départ de Sainz chez Renault et le retour de Kvyat, associé au débutant néo-zélandais Brendon Hartley au Grand Prix des États-Unis, la direction de la Scuderia Toro Rosso engage Pierre Gasly et Brendon Hartley au Grand Prix du Mexique ; l'écurie n'indique toutefois pas son duo de pilotes pour les deux dernières courses de la saison, au Brésil et à Abou Dabi.
Brendon Harley, confirmé ensuite pour les trois derniers Grands Prix de la saison, a pu choisir son numéro permanent en Formule 1. Le vainqueur des 24 Heures du Mans 2017 a retenu le no 28 qu'il avait utilisé en 2011 lors de sa saison en Formule Renault 3.5,.

## Pneus disponibles
| Pneus pour piste sèche | Pneus pour piste sèche | Pneus pour piste sèche | Pneus pluie    | Pneus pluie |
| ---------------------- | ---------------------- | ---------------------- | -------------- | ----------- |
| Ultra tendres          | Super tendres          | Tendres                | Intermédiaires | Pluie       |

## Essais libres

### Première séance, le vendredi de 10 h à 11 h 30
| Pos. | Pilote           | Voiture            | Chrono         | Écart     |
| ---- | ---------------- | ------------------ | -------------- | --------- |
| 1    | Valtteri Bottas  | Mercedes           | 1 min 17 s 824 |           |
| 2    | Lewis Hamilton   | Mercedes           | 1 min 18 s 290 | + 0 s 466 |
| 3    | Max Verstappen   | Red Bull-TAG Heuer | 1 min 18 s 395 | + 0 s 571 |
| 4    | Daniel Ricciardo | Red Bull-TAG Heuer | 1 min 18 s 421 | + 0 s 597 |
| 5    | Sebastian Vettel | Ferrari            | 1 min 18 s 762 | + 0 s 762 |
| 6    | Kimi Räikkönen   | Ferrari            | 1 min 19 s 008 | + 1 s 184 |

- Sean Gelael, pilote-essayeur chez Scuderia Toro Rosso, remplace Pierre Gasly lors de cette séance d'essais[6] ;
- Charles Leclerc pilote-essayeur chez Sauber, remplace Marcus Ericsson lors de cette séance d'essais[7] ;
- Antonio Giovinazzi , pilote-essayeur chez Haas F1 Team, remplace Romain Grosjean lors de cette séance d'essais[8] ;
- Alfonso Celis Jr., pilote-essayeur chez Force India, remplace Esteban Ocon lors de cette séance d'essais[9].

### Deuxième séance, le vendredi de 14 h à 15 h 30
| Pos. | Pilote           | Voiture            | Chrono         | Écart     |
| ---- | ---------------- | ------------------ | -------------- | --------- |
| 1    | Daniel Ricciardo | Red Bull-TAG Heuer | 1 min 17 s 801 |           |
| 2    | Lewis Hamilton   | Mercedes           | 1 min 17 s 932 | + 0 s 131 |
| 3    | Max Verstappen   | Red Bull-TAG Heuer | 1 min 17 s 964 | + 0 s 163 |
| 4    | Sebastian Vettel | Ferrari            | 1 min 18 s 051 | + 0 s 250 |
| 5    | Kimi Räikkönen   | Ferrari            | 1 min 18 s 142 | + 0 s 341 |
| 6    | Valtteri Bottas  | Mercedes           | 1 min 18 s 299 | + 0 s 498 |

### Troisième séance, le samedi de 10 h à 11 h
| Pos. | Pilote           | Voiture            | Chrono         | Écart     |
| ---- | ---------------- | ------------------ | -------------- | --------- |
| 1    | Max Verstappen   | Red Bull-TAG Heuer | 1 min 17 s 113 |           |
| 2    | Lewis Hamilton   | Mercedes           | 1 min 17 s 188 | + 0 s 075 |
| 3    | Sebastian Vettel | Ferrari            | 1 min 17 s 230 | + 0 s 117 |
| 4    | Valtteri Bottas  | Mercedes           | 1 min 17 s 283 | + 0 s 170 |
| 5    | Daniel Ricciardo | Red Bull-TAG Heuer | 1 min 17 s 361 | + 0 s 248 |
| 6    | Kimi Räikkönen   | Ferrari            | 1 min 17 s 517 | + 0 s 404 |

## Séance de qualifications

### Résultats des qualifications
| Pos.                                                                                      | Pilote            | Écurie               | Qualifications 1 | Qualifications 2 | Qualifications 3 |
| ----------------------------------------------------------------------------------------- | ----------------- | -------------------- | ---------------- | ---------------- | ---------------- |
| 1                                                                                         | Sebastian Vettel  | Ferrari              | 1 min 17 s 665   | 1 min 16 s 870   | 1 min 16 s 488   |
| 2                                                                                         | Max Verstappen    | Red Bull-TAG Heuer   | 1 min 17 s 630   | 1 min 16 s 524   | 1 min 16 s 574   |
| 3                                                                                         | Lewis Hamilton    | Mercedes             | 1 min 17 s 518   | 1 min 17 s 035   | 1 min 16 s 934   |
| 4                                                                                         | Valtteri Bottas   | Mercedes             | 1 min 17 s 578   | 1 min 17 s 161   | 1 min 16 s 958   |
| 5                                                                                         | Kimi Räikkönen    | Ferrari              | 1 min 18 s 148   | 1 min 17 s 534   | 1 min 17 s 238   |
| 6                                                                                         | Esteban Ocon      | Force India-Mercedes | 1 min 18 s 336   | 1 min 17 s 827   | 1 min 17 s 437   |
| 7                                                                                         | Daniel Ricciardo  | Red Bull-TAG Heuer   | 1 min 18 s 208   | 1 min 17 s 631   | 1 min 17 s 447   |
| 8                                                                                         | Nico Hülkenberg   | Renault              | 1 min 18 s 322   | 1 min 17 s 792   | 1 min 17 s 466   |
| 9                                                                                         | Carlos Sainz Jr.  | Renault              | 1 min 18 s 405   | 1 min 17 s 753   | 1 min 17 s 794   |
| 10                                                                                        | Sergio Pérez      | Force India-Mercedes | 1 min 18 s 020   | 1 min 17 s 868   | 1 min 17 s 807   |
| 11                                                                                        | Felipe Massa      | Williams-Mercedes    | 1 min 18 s 570   | 1 min 18 s 099   |                  |
| 12                                                                                        | Lance Stroll      | Williams-Mercedes    | 1 min 18 s 902   | 1 min 19 s 159   |                  |
| 13                                                                                        | Brendon Hartley   | Toro Rosso-Renault   | 1 min 18 s 863   | pas de temps     |                  |
| 14                                                                                        | Fernando Alonso   | McLaren-Honda        | 1 min 17 s 710   | pas de temps     |                  |
| 15                                                                                        | Stoffel Vandoorne | McLaren-Honda        | 1 min 18 s 578   | pas de temps     |                  |
| 16                                                                                        | Marcus Ericsson   | Sauber-Ferrari       | 1 min 19 s 176   |                  |                  |
| 17                                                                                        | Pascal Wehrlein   | Sauber-Ferrari       | 1 min 19 s 333   |                  |                  |
| 18                                                                                        | Kevin Magnussen   | Haas-Ferrari         | 1 min 19 s 443   |                  |                  |
| 19                                                                                        | Romain Grosjean   | Haas-Ferrari         | 1 min 19 s 473   |                  |                  |
| Temps minimal à réaliser pour la qualification : 1 min 22 s 944 (107 % de 1 min 17 s 518) |                   |                      |                  |                  |                  |
| Nq.                                                                                       | Pierre Gasly      | Toro Rosso-Renault   | Pas de temps     |                  |                  |

### Grille de départ
- Après avoir déjà écopé d'une pénalité d'un recul de 5 places pour le montage d'un nouveau boitier électronique sur sa Toro Rosso, Pierre Gasly est pénalisé d'un recul de 10 places consécutif au montage d'un septième MGU-H sur sa monoplace. N'ayant pas pris part aux qualifications, il est autorisé à s'élancer depuis la dernière place[13] ;
- Stoffel Vandoorne, auteur du quinzième temps, est pénalisé d'un recul de 35 places sur la grille après le remplacement complet de l'unité de puissance Honda ; il s'élance de la dix-neuvième place[14] ;
- Fernando Alonso est pénalisé d'un recul de 35 places sur la grille après le remplacement complet de l'unité de puissance Honda ; N'ayant pris part qu'à la première phase des qualifications, il est repêché par les commissaires et s'élance du dix-huitième rang[14] ;
- Brendon Hartley, auteur du treizième temps, est pénalisé d'un recul de 20 places sur la grille après l'installation d'un nouveau moteur, d'un nouveau turbocompresseur et d'un nouvel MGU-H sur sa monoplace ; il s'élance finalement dix-septième[15] ;
- Daniel Ricciardo, auteur du septième temps, est pénalisé d'un recul de 20 places sur la grille après l'installation d'un sixième moteur thermique sur sa monoplace ; il s'élance finalement seizième[15].

## Course

### Classement de la course
| Pos. | no | Pilote            | Écurie               | Tours | Temps/Abandon                      | Grille | Points |
| ---- | -- | ----------------- | -------------------- | ----- | ---------------------------------- | ------ | ------ |
| 1    | 33 | Max Verstappen    | Red Bull-TAG Heuer   | 71    | 1 h 36 min 26 s 550 (189,971 km/h) | 2      | 25     |
| 2    | 77 | Valtteri Bottas   | Mercedes             | 71    | + 19 s 678                         | 4      | 18     |
| 3    | 7  | Kimi Räikkönen    | Ferrari              | 71    | + 54 s 007                         | 5      | 15     |
| 4    | 5  | Sebastian Vettel  | Ferrari              | 71    | + 1 min 10 s 078                   | 1      | 12     |
| 5    | 31 | Esteban Ocon      | Force India-Mercedes | 70    | + 1 tour                           | 6      | 10     |
| 6    | 6  | Lance Stroll      | Williams-Mercedes    | 70    | + 1 tour                           | 12     | 8      |
| 7    | 11 | Sergio Pérez      | Force India-Mercedes | 70    | + 1 tour                           | 10     | 6      |
| 8    | 20 | Kevin Magnussen   | Haas-Ferrari         | 70    | + 1 tour                           | 18     | 4      |
| 9    | 44 | Lewis Hamilton    | Mercedes             | 70    | + 1 tour                           | 3      | 2      |
| 10   | 14 | Fernando Alonso   | McLaren-Honda        | 70    | + 1 tour                           | 14     | 1      |
| 11   | 19 | Felipe Massa      | Williams-Mercedes    | 70    | + 1 tour                           | 11     |        |
| 12   | 2  | Stoffel Vandoorne | McLaren-Honda        | 70    | + 1 tour                           | 15     |        |
| 13   | 10 | Pierre Gasly      | Toro Rosso-Renault   | 70    | + 1 tour                           | 20     |        |
| 14   | 94 | Pascal Wehrlein   | Sauber-Ferrari       | 69    | + 2 tours                          | 17     |        |
| 15   | 8  | Romain Grosjean   | Haas-Ferrari         | 69    | + 2 tours                          | 19     |        |
| Abd. | 55 | Carlos Sainz Jr.  | Renault              | 59    | Direction                          | 9      |        |
| Abd. | 9  | Marcus Ericsson   | Sauber-Ferrari       | 55    | Moteur                             | 16     |        |
| Abd. | 28 | Brendon Hartley   | Toro Rosso-Renault   | 30    | Moteur                             | 13     |        |
| Abd. | 27 | Nico Hülkenberg   | Renault              | 24    | ERS                                | 8      |        |
| Abd. | 3  | Daniel Ricciardo  | Red Bull-TAG Heuer   | 5     | Turbocompresseur                   | 7      |        |

### Pole position et record du tour
- Pole position :  Sebastian Vettel (Ferrari) en 1 min 16 s 488 (202,573 km/h)[17].
- Meilleur tour en course :  Sebastian Vettel en 1 min 18 s 785 (196,667 km/h) au soixante-huitième tour[18].

### Tours en tête
- Max Verstappen (Red Bull-TAG Heuer) : 71 tours (1-71)[19]

## Classements généraux à l'issue de la course
| Pos.     | Pilote            | Écurie               | Points |
| -------- | ----------------- | -------------------- | ------ |
| Champion | Lewis Hamilton    | Mercedes             | 333    |
| 2        | Sebastian Vettel  | Ferrari              | 277    |
| 3        | Valtteri Bottas   | Mercedes             | 262    |
| 4        | Daniel Ricciardo  | Red Bull-TAG Heuer   | 192    |
| 5        | Kimi Räikkönen    | Ferrari              | 178    |
| 6        | Max Verstappen    | Red Bull-TAG Heuer   | 148    |
| 7        | Sergio Pérez      | Force India-Mercedes | 92     |
| 8        | Esteban Ocon      | Force India-Mercedes | 83     |
| 9        | Carlos Sainz Jr.  | Toro Rosso-Renault   | 54     |
| 10       | Lance Stroll      | Williams-Mercedes    | 40     |
| 11       | Felipe Massa      | Williams-Mercedes    | 36     |
| 12       | Nico Hülkenberg   | Renault              | 34     |
| 13       | Romain Grosjean   | Haas-Ferrari         | 28     |
| 14       | Kevin Magnussen   | Haas-Ferrari         | 19     |
| 15       | Stoffel Vandoorne | McLaren-Honda        | 13     |
| 16       | Fernando Alonso   | McLaren-Honda        | 11     |
| 17       | Jolyon Palmer     | Renault              | 8      |
| 18       | Pascal Wehrlein   | Sauber-Ferrari       | 5      |
| 19       | Daniil Kvyat      | Toro Rosso-Renault   | 5      |

| Pos.     | Écurie               | Points |
| -------- | -------------------- | ------ |
| Champion | Mercedes             | 595    |
| 2        | Ferrari              | 455    |
| 3        | Red Bull-TAG Heuer   | 340    |
| 4        | Force India-Mercedes | 175    |
| 5        | Williams-Mercedes    | 76     |
| 6        | Toro Rosso-Renault   | 53     |
| 7        | Renault              | 48     |
| 8        | Haas-Ferrari         | 47     |
| 9        | McLaren-Honda        | 24     |
| 10       | Sauber-Ferrari       | 5      |

## Statistiques
Le Grand Prix du Mexique 2017 représente :
- la 50e pole position de Sebastian Vettel, sa quatrième de la saison[22] ;
- la 3e victoire de Max Verstappen, sa seconde de la saison[23] ;
- la 55e victoire de Red Bull Racing en tant que constructeur[24] ;
- la 5e victoire de Tag Heuer en tant que motoriste[25] ;
- le 90e podium de sa carrière pour Kimi Räikkönen[26].

Au cours de ce Grand Prix :
- Lewis Hamilton remporte son quatrième titre de champion du monde de Formule 1[27] ;
- Max Verstappen mène une course de bout en bout pour la première fois[28] ;
- Sebastian Vettel est élu « Pilote du jour » lors d'un vote organisé sur le site officiel de la Formule 1[29] ;
- Tom Kristensen (recordman du nombre de victoires aux 24 heures du Mans avec neuf succès et champion du monde d'endurance en 2013) est nommé assistant des commissaires de course pour ce Grand Prix[30].